# زبی‌بیت
زبی‌بیت یک ضریبی از واحد بیت است که برای انبارش داده کامپیوتری استفاده می‌شود. پیشوند زبی به معنی ۲۷۰ می‌باشد در نتیجه یک زبی‌بیت، ۱٬۱۸۰٬۵۹۱٬۶۲۰٬۷۱۷٬۴۱۱٬۳۰۳٬۴۲۴ بیت خواهد بود. علامت زبی‌بیت، Zibit است.
این واحد توسط کمیسیون الکتروتکنیکی بین‌المللی (آی‌ئی‌سی) ثبت شد و از طرف تمامی سازمان‌های اصلی مورد قبول واقع گردید. زبی‌بیت طراحی شده بود تا جایگزین زتابیت، به معنی ۱۰۲۱ بیت، شود.
۱ زبی‌بیت = ۲۷۰ بیت = ۱۰۲۴ اگزبی‌بیت 
پیشوند زبی یک تک‌واژ چندوجهی می‌باشد که از واژگان زتا (سکستیلیون) و باینری (دودویی) مشتق شده است.
پیشوندهای دودویی و به تبع آن زبی‌بیت جزو دستگاه بین‌المللی یکاها (آی‌اس‌کیو) هستند ولی در دستگاه بین‌المللی یکاها (اس‌آی) نیامده‌اند.